# Medicina reproductivă

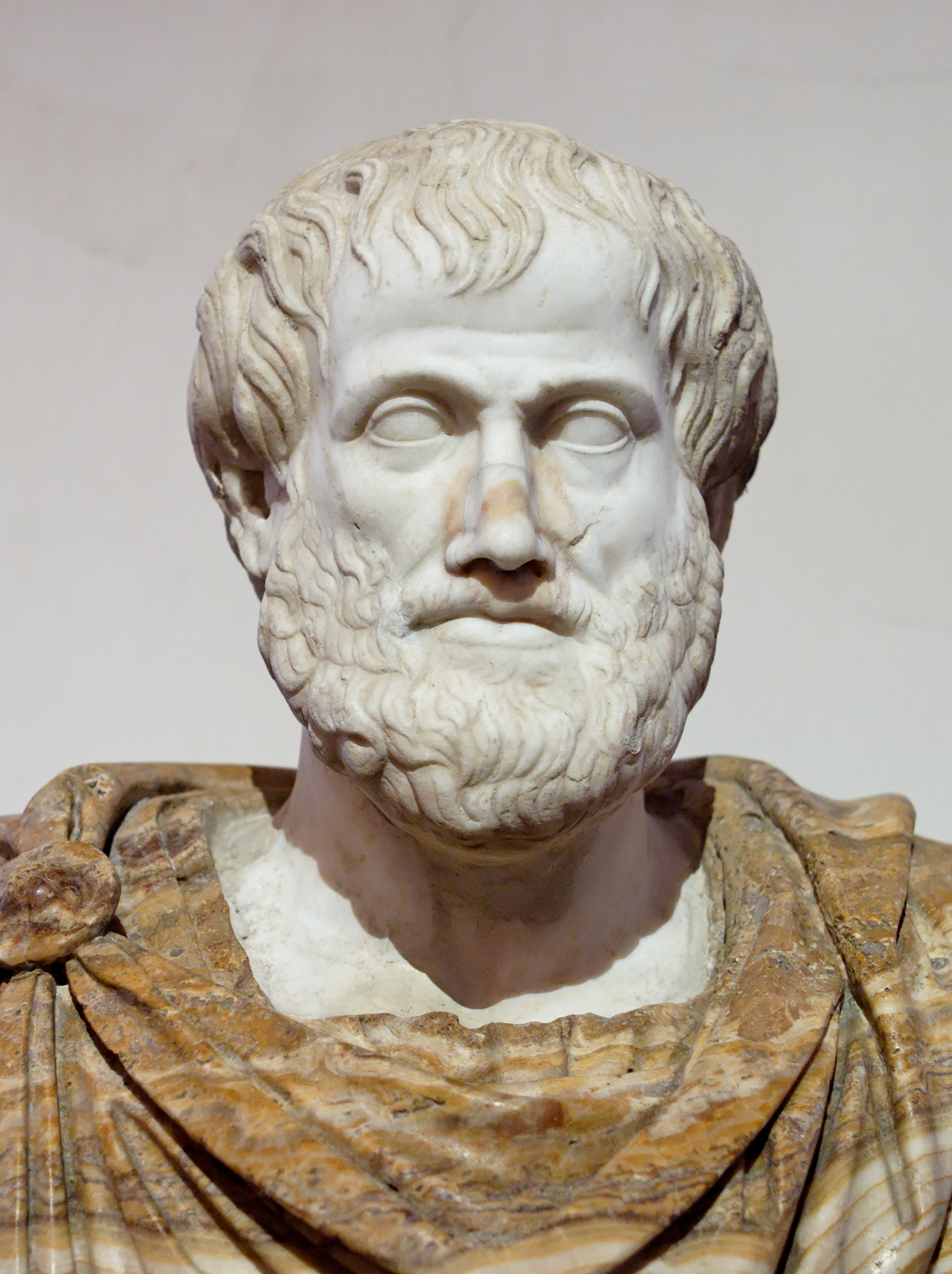
Aristotel

Medicina reproductivă este o ramură a medicinei care se ocupă cu sistemele reproductive masculine și feminine. Ea cuprinde o varietate de afecțiuni reproductive, prevenirea și diagnosticarea acestora, precum și tratamentul și prognosticul ulterioare.
Medicina reproductivă a permis dezvoltarea tehnicilor de reproducere artificială (TRA) care au dus la progrese în depășirea infertilității umane, precum și utilizări în agricultură și în conservarea faunei sălbatice. Câteva exemple de TRA includ FIV, inseminare artificială (IA) și transfer de embrioni, precum și stocarea de resurse genetice.

## Istorie
Se crede că studiul medicinei reproductive datează de la Aristotel, care a scris despre „Teoria reproducerii hematogene”. Cu toate acestea, medicina reproductivă bazată pe studii empirice poate fi identificată încă din anii 1970. De atunci, au existat multe repere pentru medicina reproductivă, inclusiv nașterea Louisei Brown, primul copil care a fost conceput prin fertilizare in vitro în 1978. În ciuda acestui fapt, abia în 1989 a devenit o disciplină clinică datorită contribuțiilor lui Iain Chalmers la dezvoltarea revizuirii sistematice și a colecției Cochrane.

## Domeniul de aplicare
Medicina reproductivă abordează probleme de educație sexuală, pubertate, planificare familială, control al nașterii, infertilitate, boli ale sistemului reproductiv (inclusiv boli cu transmitere sexuală) și disfuncție sexuală. La femei, medicina reproducerii acoperă și menstruația, ovulația, sarcina și menopauza, precum și tulburările ginecologice care afectează fertilitatea.
Domeniul cooperează și se suprapune în principal cu endocrinologia reproductivă și infertilitatea, medicina sexuală și andrologia, dar și într-o anumită măsură cu ginecologia, obstetrică, urologie, medicina genito-urinară, endocrinologia medicală, endocrinologia pediatrică, genetica și psihiatrie.

## Afecțiuni
Medicina reproductivă se ocupă de prevenirea, diagnosticarea și gestionarea următoarelor afecțiuni. Această secțiune va oferi exemple de câteva afecțiuni comune care afectează sistemul reproductiv uman.

### Boli infecțioase
Infecțiile tractului reproductiv (ITR) sunt infecții care afectează tractul reproducător. Există trei tipuri de ITR: ITR endogene, ITR iatrogenice și infecții cu transmitere sexuală. RTI endogene sunt cauzate de o creștere excesivă a bacteriilor care sunt prezente în mod normal în tractul reproductiv. Un exemplu de RTI endogen este vaginoza bacteriană.
ITR-urile iatrogenice sunt infecții contractate ca urmare a unei proceduri medicale.
Infecțiile cu transmitere sexuală (ITS) sunt infecții răspândite prin activitatea sexuală, de obicei prin act sexual vaginal, sex anal sau sex oral. Multe ITS sunt vindecabile; cu toate acestea, unele ITS, cum ar fi HIV, sunt incurabile. ITS pot fi bacteriene, virale sau fungice și afectează atât bărbații, cât și femeile. Câteva exemple de ITS sunt enumerate mai jos:
- ITS bacteriene
  - Chlamydia
  - Gonoree
  - Sifilis
- ITS virale
  - Herpes
  - Virusul Papiloma Uman (HPV)
  - Virusul imunodeficienței umane (HIV)

### Cancer
Multe părți ale sistemului reproducător pot fi afectate de cancer. Mai jos sunt câteva exemple de cancere reproductive:

#### Cancerele reproductive care afectează femeile
- Cancer mamar
- Cancer ovarian
- Cancer uterin
- Cancer cervical

#### Cancerele reproductive care afectează bărbații
- Cancer de prostată
- Cancer penian
- Cancer testicular
- Cancer mamar masculin
- Hipertrofie benignă de prostată

### Condiții care afectează fertilitatea[8]
O parte semnificativă a medicinei reproductive implică promovarea fertilității atât la bărbați, cât și la femei.

#### Cauzele infertilității sau subfertilității la femei
- Disfuncția ovulatorie
  - Sindromul ovarului polichistic (SOP)
  - Hipogonadism hipogonadotrofic
  - Hipogonadism hipergonadotrofic
- Disfuncție tubulară
  - Boală inflamatorie pelviană
  - Endometrioza
  - Sterilizarea anterioară
  - Operație anterioară
- Disfuncție cervicală sau uterină
  - Anomalii congenitale
  - Fibroame
  - sindromul Asherman
- Probleme hormonale
  - Hipotiroidismul
  - Hipertiroidismul
  - sindromul Cushing
  - Hiperplazia suprarenală congenitală

#### Cauzele infertilității sau subfertilității la bărbați
- Probleme cu numărul sau funcția spermatozoizilor
  - Criptorhidia
  - microdeleții ale cromozomului Y
  - Varicocel
  - Hipogonadism hipogonadotrofic
  - Hipogonadism hipergonadotrofic
- Disfuncție tubulară
  - Anomalii congenitale
  - Infecții cu transmitere sexuală anterioare
  - Vasectomie
- Probleme cu livrarea spermatozoizilor
  - Ejaculare precoce
  - Leziuni ale organelor de reproducere
  - Ejaculare retrogradă
  - Anumite boli genetice

### Tulburări ale dezvoltării sexuale

#### Anomalii congenitale ale sistemului reproducător feminin[9]
- Anomalii cervicale
  - Ageneza cervicală
  - Dublarea cervicală
- Anomalii ale himenului
  - Himen neperforat
  - Himen microperforat
  - Himenul septat
- Anomalii uterine
  - Uter duplicat
  - Uter unicorn
  - Uter septat
- Anomalii vaginale
  - Septul vaginal transversal
  - Septul vaginal vertical
  - Ageneza vaginala
  - Sindromul Mayer-Rokitansky-Küster-Hauser
- Anomalii vulvare
  - Hipoplazia labială
  - Hipertrofie labiala

#### Anomalii congenitale ale sistemului reproducător masculin[10]
- Criptorhidia
- Hipospadias
- Epispadias

### Tulburări endocrine[11]

#### Tulburări datorate excesului de hormoni
- Sindromul ovarului polichistic (SOP)
- Tumora cu celule granuloase
- Tumora cu celule Leydig
- Teratom

#### Tulburări datorate deficienței hormonale
- Hipogonadism
- sindromul Turner
- sindromul Klinefelter

#### Tulburări datorate hipersensibilității hormonale
- Hirsutism idiopatic

#### Tulburări datorate rezistenței hormonale
- Sindromul de insensibilitate la androgeni
- deficit de 5a-reductază

#### Tumori endocrine nefuncționale
- Chist ovarian
- Carcinom
- Teratom
- Seminom

#### Tulburări endocrine secundare (cu origine în glanda pituitară)
- Gonadotrofinom hipofizar
- Hipopituitarismul
- sindromul Kallmann

## Diagnostic și tratament
Diagnosticul și tratamentul afecțiunilor de reproducere este un domeniu cheie al medicinei reproductive.
La femei, diagnosticul începe cu un istoric medical complet (anamneză) care oferă detalii despre starea generală de sănătate a femeii, istoricul sexual și istoricul familial relevant. De asemenea, va avea loc un examen fizic pentru a identifica anomalii precum hirsutism, mase abdominale, infecții, chisturi sau fibroame. Un test de sânge poate informa medicul despre starea endocrină a pacientei. Nivelurile de progesteron sunt măsurate pentru a verifica ovulația și pot fi măsurați și alți hormoni ovulatori. Tehnicile imagistice, cum ar fi ultrasunetele pelviene, pot fi folosite și pentru a evalua anatomia internă.
Evaluarea bărbaților începe, de asemenea, cu un istoric și un examen fizic pentru a căuta orice anomalii vizibile. De asemenea, au loc investigații ale probelor de spermă pentru a evalua volumul, motilitatea și numărul de spermatozoizi, precum și pentru a identifica infecțiile.
Odată ce investigațiile sunt finalizate, se poate trece la tratamentul afecțiunilor identificate. Pentru probleme de fertilitate, aceasta poate implica tehnologia de reproducere asistată (ART), cum ar fi fertilizarea in vitro (FIV) sau medicamentele pentru fertilitate. Există metode chirurgicale care pot fi folosite ca tratament, dar acestea sunt efectuate mai rar în prezent datorită succesului tot mai mare al tehnicilor mai puțin invazive. Tratamentul este, de asemenea, necesar pentru infecțiile cu transmitere sexuală (ITS). Acestea pot lua forma antibioticelor pentru infecții bacteriene, cum ar fi chlamydia sau terapie antiretrovială foarte activă (HAART) pentru virusul HIV.

## Probleme etice și medicolegale
Există multe probleme etice și legale în jurul medicinei reproductive. În Regatul Unit, Autoritatea pentru Fertilizare și Embriologie Umană (HEFA) reglementează multe aspecte ale medicinei reproductive din Marea Britanie, inclusiv FIV, inseminare artificială, depozitarea țesuturilor reproductive și cercetarea în acest domeniu. HEFA a fost înființată prin Legea privind fertilizarea și embriologia umană (1990). Acest act a fost revizuit și Legea privind fertilizarea umană și embriologia (2008) a fost adoptată de parlament ca o actualizare a legii din 1990.
Pentru terapii precum FIV, multe țări au indicații stricte ce trebuie urmate. În Marea Britanie, primesc trimitere pentru FIV numai femeile sub 40 de ani care fie au încercat 12 cicluri de inseminare artificială, fie au încercat și nu au reușit să conceapă timp de 2 ani. În timp ce NICE recomandă grupurilor clinice de punere în funcțiune (CCG) să ofere 3 cicluri de FIV finanțate de NHS, mulți oferă doar un ciclu, unii oferind FIV doar în circumstanțe excepționale în NHS. Dacă o persoană nu îndeplinește criteriile sau a trecut prin numărul maxim de cicluri finanțate de NHS, persoana respectivă va trebui să plătească pentru tratament privat
Multe tehnologii de reproducere sunt considerate a avea probleme etice, inclusiv FIV, terapia de înlocuire mitocondrială, modificarea liniei germinale, diagnosticul genetic preimplantare.
Există multe grupuri din întreaga lume care se opun tehnicilor de implantare artificială, inclusiv grupuri religioase și organizații caritabile pro-viață.